# 格尔德·韦伯
格尔德·韦伯（德語：Gerd Weber，1956年5月31日—），德国男子足球运动员，司职中场。他曾代表东德国奥队参加1976年夏季奥林匹克运动会足球比赛，获得一枚金牌。